# Augustus Applegath
Augustus Applegath (Londra, 17 giugno 1788 – 9 febbraio 1871) è stato un tipografo e inventore britannico noto per lo sviluppo della prima macchina da stampa rotativa a tamburo verticale utilizzabile.

## Biografia
Applegath nacque nel quartiere Stepney di Londra,  secondo figlio di Augustus Joseph Applegath, un capitano della Compagnia delle Indie orientali e di sua moglie, Ann, nata Lepard. Frequentò l'Alfred House Academy di Londra e fece apprendistato presso Benjamin Lepard, un grossista di cancelleria, al Covent Garden. In collaborazione con suo cognato Edward Cowper (1790-1852), svolse la maggior parte del suo lavoro nelle aree di Dartford e Crayford nel Kent.
Applegath era un abile stampatore che in particolare apportò una serie di miglioramenti alla rotativa a letto piano alimentata a vapore di Friedrich Konig (1813). Altre sue invenzioni comprendono processi per la stampa su seta e, nel 1816, miglioramenti alla stampa delle banconote. Nel 1819, la macchina per banconote di Applegath fu installata presso la Banca d'Inghilterra.
Nel 1828, Applegath e Cowper costruirono una macchina da stampa a letto piano per The Times a Londra. Questa macchina aveva la capacità di 4.200 fogli all'ora.
William Nicholson aveva brevettato una macchina da stampa rotativa nel 1790, ma i tentativi di costruire un prototipo funzionante non avevano avuto successo. Fu solo nel 1848 che Applegath sviluppò una versione funzionante. Nello stesso anno, sostituì la macchina a letto piano che era stata utilizzata al Times per quasi vent'anni.
Il macchinario consisteva in un grande cilindro verticale, di 60 centimetri di circonferenza. Il tipo ordinario venne utilizzato nelle colonne per produrre una superficie di stampa poligonale. Aveva otto cilindri di stampa e necessitava di otto persone per alimentare la carta. Poteva produrre 8.000 impressioni all'ora (su un lato del foglio) e alla fine fino a 10.000 a seconda dell'abilità di chi lo alimentava. Una versione a quattro cilindri della macchina da stampa Applegath utilizzata dall'The Illustrated London News fu presentata alla Grande esposizione delle opere dell'industria di tutte le Nazioni di Londra del 1851.
Allo stesso tempo, Richard March Hoe di New York stava sviluppando una rotativa orizzontale più efficiente, disponibile con due, quattro, sei o dieci cilindri di stampa. La prima di questo tipo fu importata da Edward Lloyd nel 1856 e fu presto adottata da molti giornali tra cui The Times.